# Hexatoma malangensis
Hexatoma malangensis är en tvåvingeart som beskrevs av Alexander 1934. Hexatoma malangensis ingår i släktet Hexatoma och familjen småharkrankar. Inga underarter finns listade i Catalogue of Life.